# 유다빈
유다빈(1998년 3월 4일 ~)은 대한민국의 가수이자 유다빈밴드의 보컬이다.

## 학력
- 대구월성초등학교 졸업
- 효성중학교 졸업
- 김천예술고등학교 실용음악과 졸업
- 호원대학교 실용음악과 보컬전공 학사

## 방송
- 슈퍼스타K7 (2015)
- 슈퍼스타K 2016 (2016) - Top10 (8위)
- 그레이트 서울 인베이전 (2022) - 3위

## 음반
- 슈퍼스타K 2016 TOP10 (2016.11.18)
- 인디스땅스 2020 컴필레이션 (2020.11.19)
- LETTER (2021.03.09)
- 담 (2021.04.20)
- 이 계절의 바람 속에서 나 변함없이 춤추네 (2021.04.30)
- 고열 (2021.09.01)
- bright#10 - 01 엉엉일기 (2021.10.10)
- 유다빈밴드 정규 1집 (2021.10.29)